# Nuova Pallacanestro Vigevano
El Nuova Pallacanestro Vigevano, conocido también por motivos de patrocinio como Elachem Vigevano es un equipo de baloncesto italiano con sede en la ciudad de Vigevano, que compite en Serie B, la tercera división del baloncesto italiano. Disputa sus partidos en el Palazzetto dello Sport Giulio Basletta, también conocido como PalaBasletta, con capacidad para 1.800 espectadores.

## Historia
El club se funda en 1955 como Pallacanestro Vigevano, compitiendo en categorías inferiores, hasta que en la temporada 1961-62 logra el ascenso a la Serie A. Pero solo permanece una temporada, descendiendo nuevamente a su finalización. Regresa a la máxima categoría en 1978, pero nuevamente desciende ese mismo año.
Tras muchos años en categorías inferiores, el equipo se proclama en 2009 campeón de la Serie A Dilettanti, la tercera categoría del campeonato italiano, ascendiendo a la LegADue. En su primera temporada en la competición acaba en la sexta posición de la liga regular, perdiendo en primera ronda de play-offs ante el Trenkwalder Reggio Emilia.

## Palmarés
- Serie A Dilettanti
  - Campeón (1): 2009